# Charles Decroix
Charles Decroix (* um 1876; † nach 30. Mai 1936) war ein französischer Regisseur, Filmproduzent und Drehbuchautor mit Spitzenkarriere beim deutschen Film der Zeit vor dem Ersten Weltkrieg, einer der vergessenen Pioniere aus der Frühzeit des europäischen Kinos.

## Leben

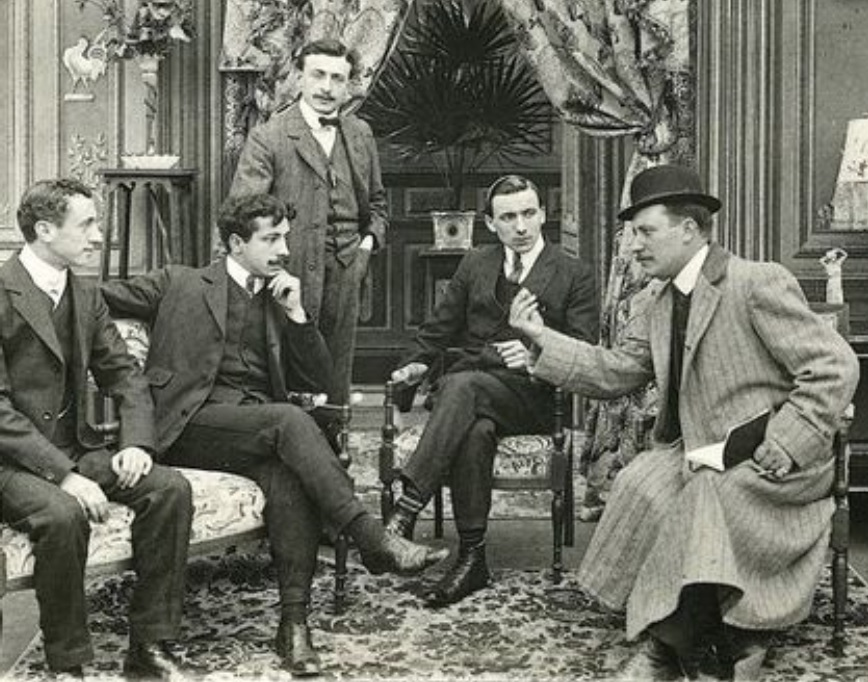
Charles Decroix (rechts) bei einer Besprechung während einer Drehpause (1908)

### Die frühen Erfolge
Der Mitte der 1870er Jahre geborene Sohn eines elsässischen Schuhmachers stieß im Jahr 1899 zur bis dahin noch kaum entwickelten Kinematographie. In der Folgezeit schrieb Decroix anfänglich Drehbücher und drehte zahlreiche Aufnahmen für kleinere und größere Firmen im In- und Ausland, darunter Film d’Art italien, Gaumont und Lux.
1909 verpflichtete ihn die Pathé, für die Decroix unter anderem eine Balzac-Adaption von Les paysans und eine Kurzfilmgroteske mit Max Linder Une conquête inszenierte. Mit Linder hatte er bereits im Vorjahr das kurze Lustspiel Hühneraugenoperateur aus Liebe gedreht.
Im Frühjahr 1910 kam er nach Berlin und drehte die kommenden vier Jahre für deutsche Produktionsfirmen. Bis zum Ausbruch des Ersten Weltkriegs war Decroix einer der führenden Filmschaffenden in der Frühzeit der deutschen Kinematographie, der dem deutschen Kino erste künstlerische Inspirationen vermittelte und überdies technisches Know-how mitbrachte. Sowohl seine Dramen als auch eine Reihe von Komödien stießen bei der Kritik auf Wohlwollen. 1913 gründete er seine eigene Produktionsfirma, die Films Charles Decroix. Zu dieser Zeit galt Decroix als Entdecker nachmals gefeierter Stummfilmstars wie Bernd Aldor und Fern Andra. Zu den von ihm angelernten Regisseuren zählten unter anderem Carl Wilhelm.

### Internierung in der Schweiz
Der französische Staatsbürger Decroix verließ bei Ausbruch des Weltkriegs und der damit verbundenen Kriegserklärung des Deutschen Reichs an Frankreich im August 1914 fluchtartig Berlin. Zu diesem Zeitpunkt befand er sich inmitten der Dreharbeiten zu dem Andra-Melodram „Mondfischerin“, das unvollendet blieb. Er setzte sich nach einem Polizeiverhör, in dem er am 1. August 1914 mit dem Vorwurf einer gegen Deutschland gerichteten Spionagetätigkeit konfrontiert wurde und infolgedessen vorübergehend in einem Lager in Holzminden festgesetzt wurde, in die Schweiz ab, wo er bis Kriegsende 1918 in dem Dorf Frutigen interniert wurde. Nur in der Zeit zwischen Jahresbeginn und Sommer 1917 gelang es ihm, Regie-Aufträge für mehrere Filme in und um Zürich zu erlangen.

### Nachkriegsaktivitäten
Nach Kriegsende kehrte Charles Decroix nach Frankreich zurück. Im Elsass versuchte er 1919 seine Filmlaufbahn fortzusetzen, sein Deutschland-Aufenthalt vor dem Krieg brachten ihm jedoch heftige Anfeindungen ein und vereitelte die Realisierung geplanter Projekte. Daraufhin kehrte Charles Decroix für zwei Filmprojekte, die er mit Heinrich Bolten-Baeckers umsetzte, nach Berlin zurück. Nach diesen beiden Lustspielen mit dem Ehepaar Leo Peukert und Sabine Impekoven in den Hauptrollen verschwand Decroix aus dem Blickfeld der Öffentlichkeit. Das letzte Lebenszeichen Decroixs stammt vom Mai 1936.

## Filmografie als Regisseur (Auswahl)
| bis 1910 in Frankreich, 1910-1914 und 1921/22 in Deutschland, 1917 in der Schweiz: - 1908: Hühneraugenoperateur aus Liebe (Pédicure d’amour) - 1909: La victime (auch Drehbuch) - 1909: Dans l’Hellade - 1909: Les paysans - 1909: Une conquête (auch Drehbuch) - 1910: Werther (nur Drehbuch) - 1910: Aimez-vous les uns les autres (auch Drehbuch) - 1910: Haine implacable (auch Drehbuch) - 1910: Affaire d’honneur (auch Drehbuch) - 1910: Die Vernunft des Herzens - 1910: Der Hühneraugenoperateur (auch Drehbuch) - 1910: Der Leuchtturmwächter - 1910: Graf Gallas - 1910: Das vierte Gebot - 1910: Die Spinne (auch Drehbuch) - 1910: Weihnachtstränen - 1910: Pro patria - 1911: Das Herz einer Gattin - 1911: Die neue Gouvernante - 1911: Die guten Hosen - 1912: Mona Lisa - 1913: Freunde (auch Coproduktion) - 1913: Der Fleck (auch Drehbuch) - 1913: Die Czernowska (auch Coproduktion, Drehbuch) | - 1913: Der neue Unterpräfekt (auch Coproduktion, Drehbuch) - 1913: Ave Maria (auch Coproduktion) - 1913: Die Affaire Dumaine (auch Coproduktion) - 1913: Die Freuden der Reserveübung (auch Coproduktion) - 1913: Brutal (auch Coproduktion) - 1913: Gütertrennung? (auch Coproduktion) - 1913: Vae Victis! (auch Coproduktion) - 1914: Die kleine Heiratsvermittlerin (auch Produktion) - 1914: Schwitzbad G.m.b.H. (auch Produktion) - 1914: Die Unschuld vom Lande (auch Produktion) - 1914: Zimmer No. 22 (auch Produktion) - 1914: Ein Frauenherz (auch Produktion) - 1914: Der Stern (auch Produktion) - 1914: Im Liebestaumel (auch Produktion) - 1914: Mondfischerin (auch Produktion, unvollendet) - 1917: Der Retter in der Not (Industriekurzfilm, auch Drehbuch) - 1917: Ein Ausflug der französischen Internierten von Interlaken nach der Schynigen Platte (Kurzdokumentarfilm) - 1917: Seeregatta auf dem Zürichsee (Kurzdokumentarfilm) - 1917: Die sieben Todsünden: Der Zorn (auch Drehbuch, Schauspieler) - 1917: Endlich allein (Kurzfilm, auch Drehbuch) - 1917: Grenze besetzt! (Kurzfilm, auch Drehbuch) - 1917: Frühlingsmanöver (auch Drehbuch) - 1921: Der Herr Papa (Co-Regie) - 1922: Der Herr Landrat (Co-Regie) |